# Chlum (district de Česká Lípa)
Pour les articles homonymes, voir Chlum.
Chlum (en allemand : Klum) est une commune du district de Česká Lípa, dans la région de Liberec, en République tchèque. Sa population s'élevait à 250 habitants en 2021.

## Géographie
Chlum se trouve à 12 km au sud-sud-est de Česká Lípa, à 41 km au sud-ouest de Liberec et à 57 km au nord-nord-est de Prague.

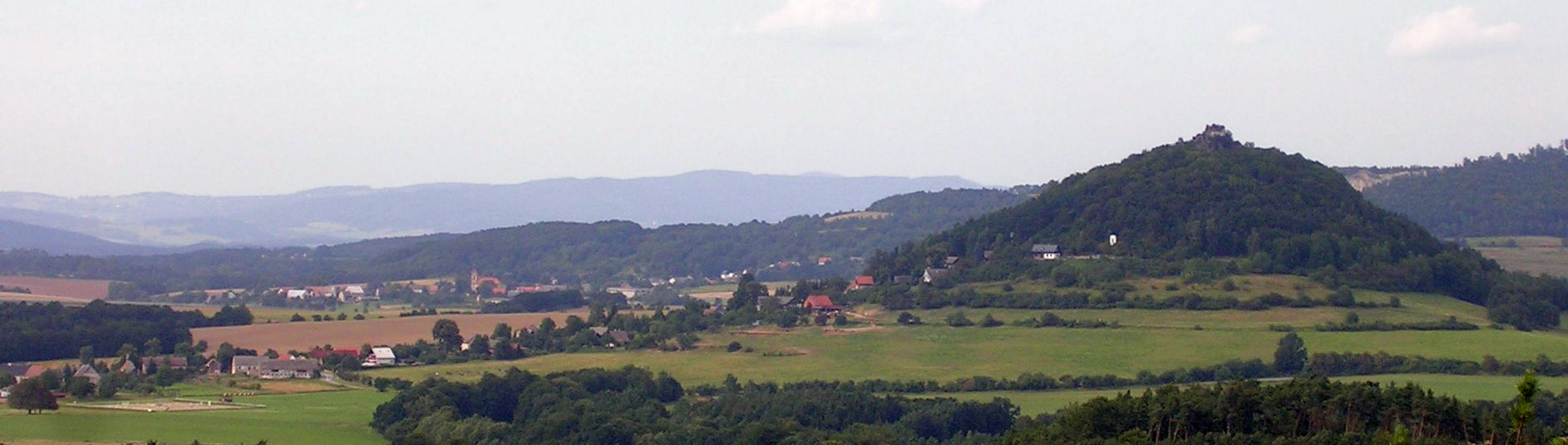
Chlum (au 2e plan à gauche), vue depuis le Vysoký vrch (427 m).

La commune est limitée par Jestřebí au nord-ouest, au nord et au nord-est, par Doksy et Skalka u Doks à l'est, par Vrchovany au sud et par Dubá au sud et à l'ouest.

## Histoire
La première mention écrite du village date de 1264.

## Administration
La commune se compose de quatre quartiers :
- Drchlava
- Hradiště
- Chlum
- Maršovice

## Galerie

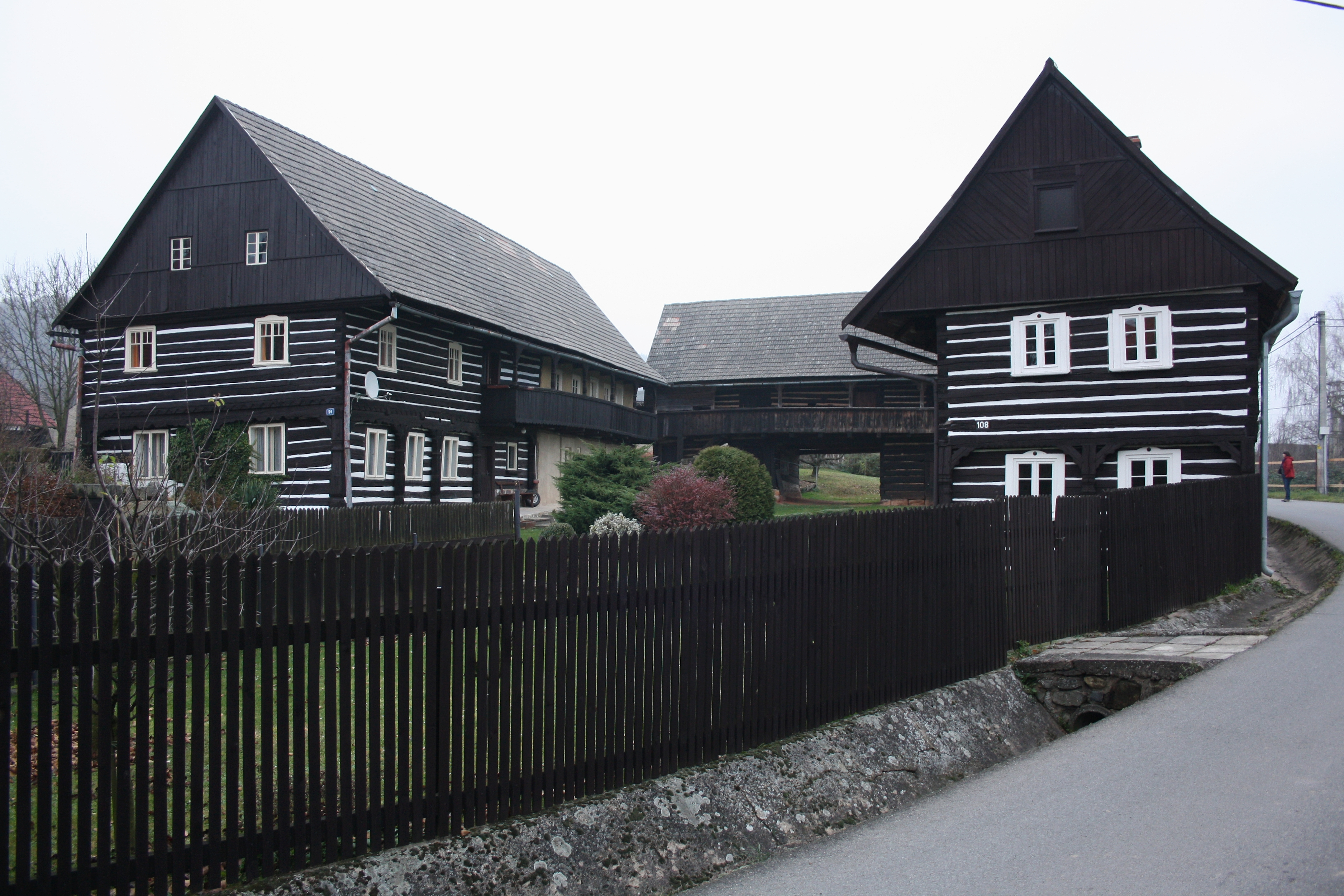
Architecture traditionnelle.
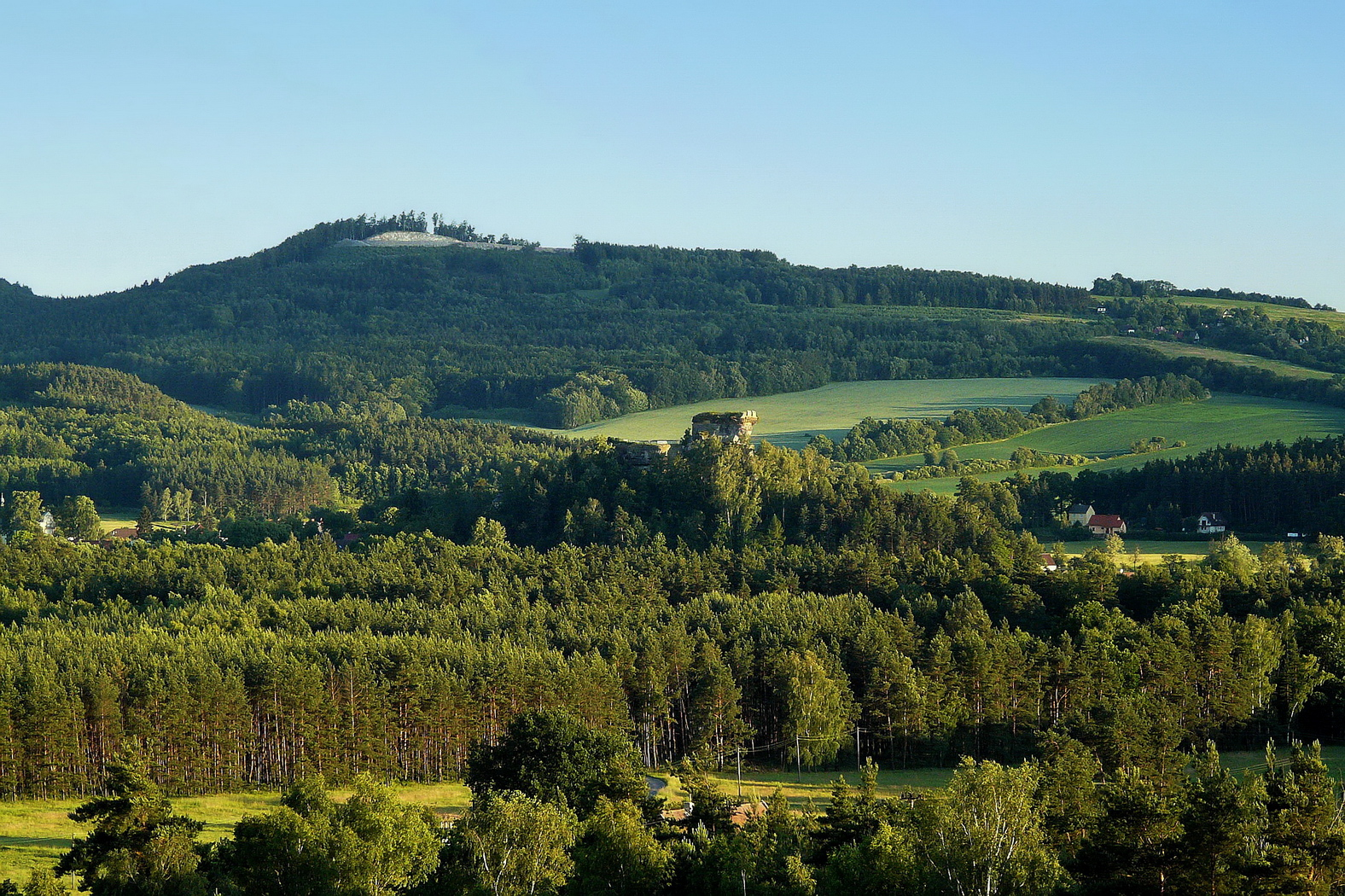
Maršovický vrch (417 m).

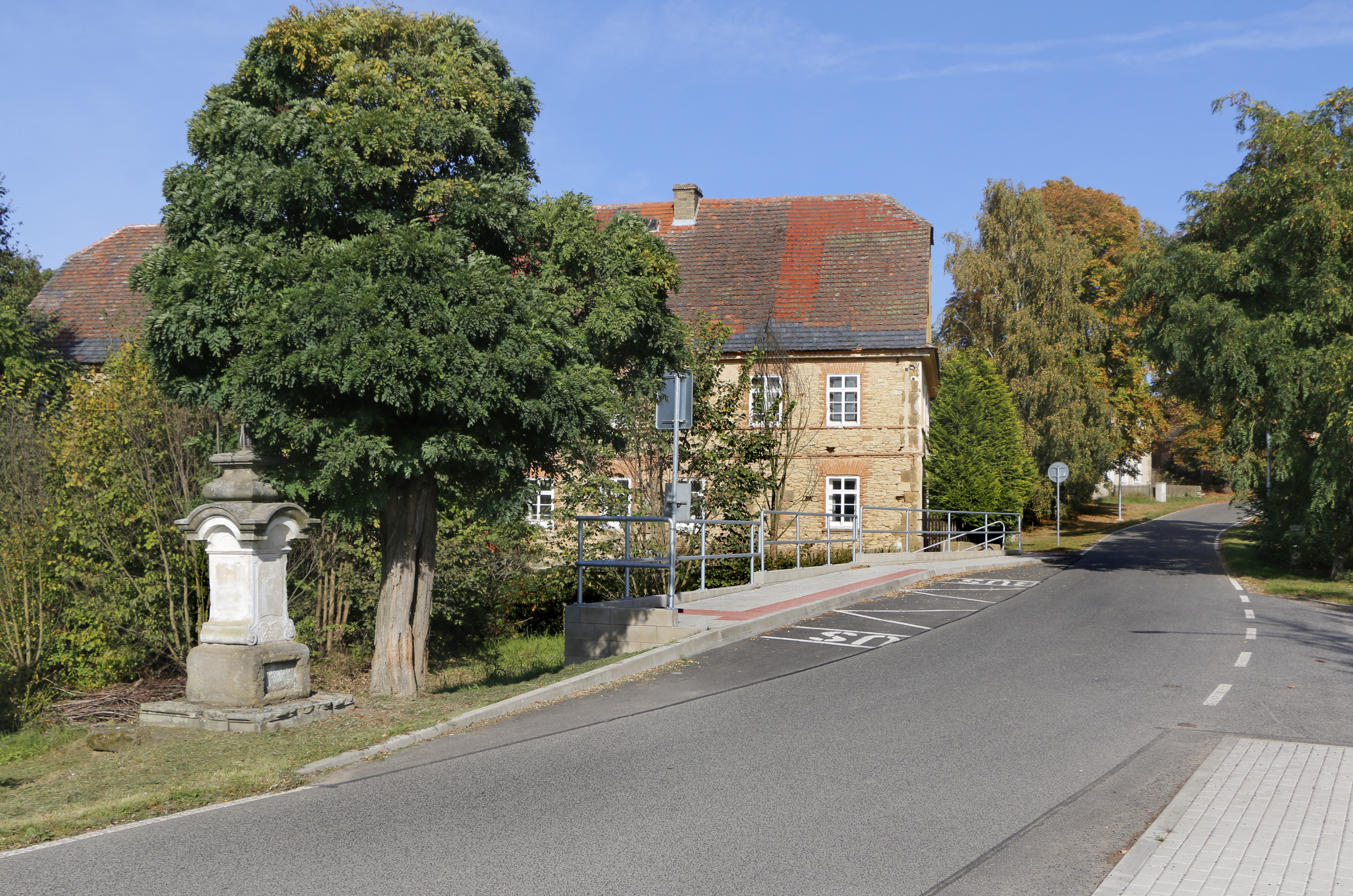
Drchlava.
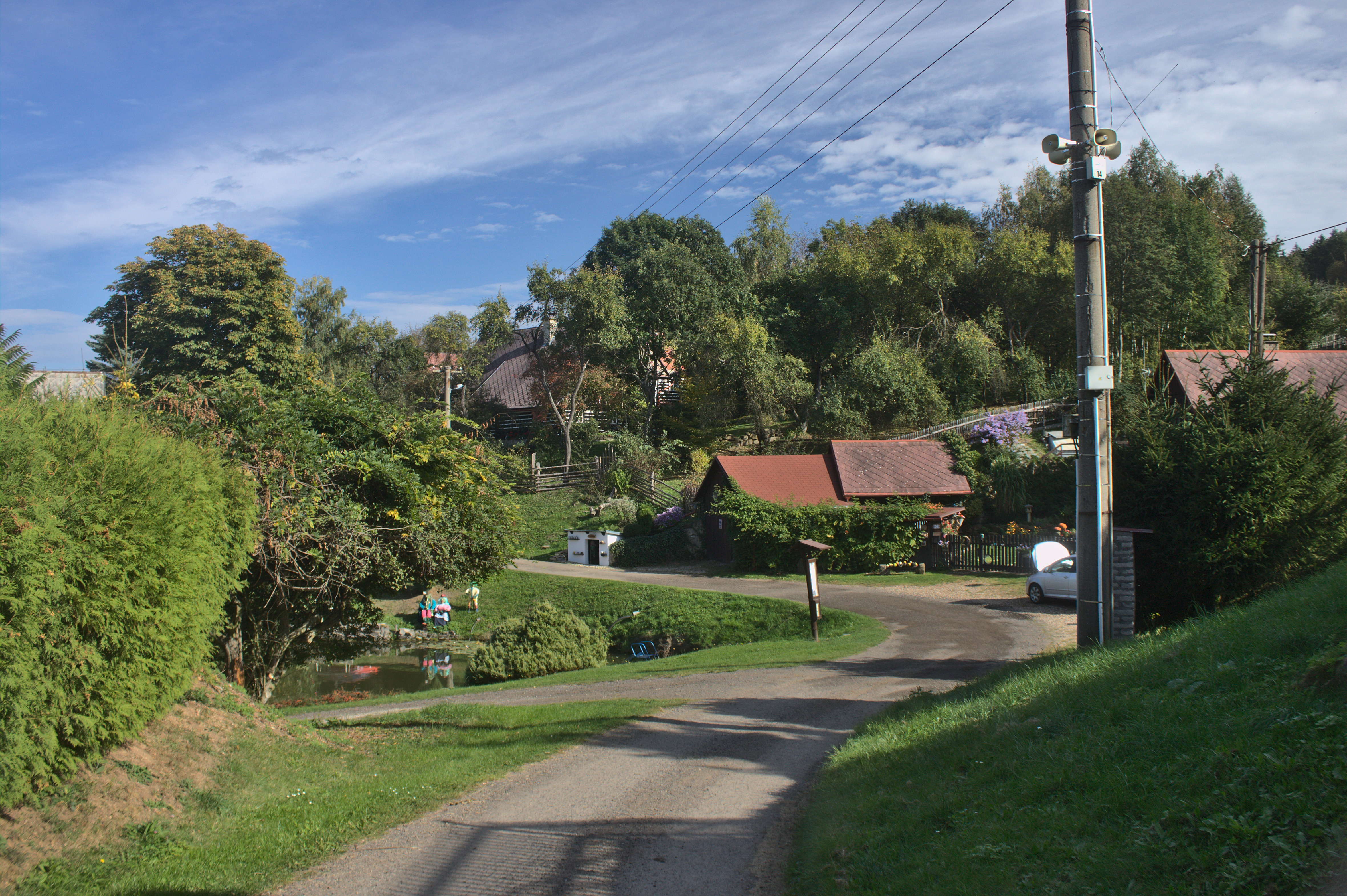
Maršovice.

## Transports
Par la route, Chlum se trouve à 13 km de Doksy, à 17 km de Česká Lípa, à 59 km de Liberec et à 76 km de Prague.